# Novosokol'ničeskij rajon
Il Novosokol'ničeskij rajon (in russo Новосокольнический район?) è un rajon dell'Oblast' di Pskov, nella Russia europea. Istituito nel 1927, il cui capoluogo è Novosokol'niki.